# Eugene Butcher
Eugene Corning Butcher (* 6. Januar 1950 in St. Louis, Missouri, USA) ist ein US-amerikanischer Mediziner, Immunologe und Professor für Pathologie an der Stanford University.
Butcher hat als Schüler von Irving L. Weissman das Wanderungsverhalten von weißen Blutkörperchen und die Zelladhäsion an Blutgefäßzellen untersucht. Heute leitet er als unabhängiger Professor ein immunologisches Labor am Veterans Hospital in Palo Alto, Kalifornien. Hauptforschungsgebiet ist die Aufklärung von physiologischen und pathophysiologischen Vorgängen der Zellwanderung vorwiegend von Lymphozyten. Für seine grundlegende Arbeiten auf diesem Gebiet wurde ihm 2004 der Crafoord-Preis der Königlich Schwedischen Akademie der Wissenschaften verliehen.
Eugene Butcher veröffentlichte Arbeiten u. a. in Cell, Science, Nature und PNAS.